# دفترچه امیدبخش
دفترچهٔ امیدبخش (به انگلیسی: Silver Linings Playbook) فیلم درام، کمدی و عاشقانه‌ٔ آمریکایی به کارگردانی دیوید او. راسل است. فیلمنامهٔ این اثر نوشتهٔ خود راسل برگرفته از رمانی با همین نام از متیو کوئیک می‌باشد. بردلی کوپر، جنیفر لارنس، رابرت دنیرو از بازیگرانی هستند که در این فیلم نقش‌آفرینی می‌کنند.

## داستان
پاتریزیو سولیتانو (بردلی کوپر) پس از آنکه توسط مادرش از آسایشگاه روانی (دارای بیماری دوقطبی) به خانه باز می‌گردد، تصمیم می‌گیرد که سبک زندگی خود را عوض کرده و گذشته‌ها را فراموش کند. او که به خاطر حمله به همکارشان در مدرسه که در خانه‌اش با همسر او مشغول عشق‌بازی بود، به آسایشگاه روانی منتقل شده‌بود، پس از بازگشت تلاش می کند که همسرش را دوباره بدست آورد. در این بین او با خواهر دوست همسرش، تیفانی (جنیفر لاورنس) روبه‌رو می‌شود که به تازگی شوهر خود را در یک حادثه از دست داده‌است. در این بین رابطه‌ای دوستانه میان این دو بر قرار می‌شود و تیفانی سعی می کند به پاتریزیو نزدیک شود تا به کمک او بتواند در مسابقه رقص باله شرکت کند.

## جوایز
- گلدن گلوب برای بهترین بازیگر زن در فیلم‌های کمدی برای جنیفر لارنس
- کاندیدای گلدن گلوب برای بهترین فیلم کمدی

بفتا :
- برنده بهترین فیلم نامه
- کاندیدای بهترین بازیگر نقش اول مرد بردلی کوپر
- کاندیدای بهترین بازیگر نقش اول زن برای جنیفر لارنس

| تاریخ مراسم   | مراسم       | عنوان                      | گیرنده                                    | نتیجه |
| ------------- | ----------- | -------------------------- | ----------------------------------------- | ----- |
| ۲۴ فوریه ۲۰۱۳ | جوایز اسکار | بهترین فیلم                | بروس کوهن، دونا گیگلیوتی و جاناتان گوردون | نامزد |
| ۲۴ فوریه ۲۰۱۳ | جوایز اسکار | بهترین بازیگر نقش اول مرد  | بردلی کوپر                                | نامزد |
| ۲۴ فوریه ۲۰۱۳ | جوایز اسکار | بهترین بازیگر نقش اول زن   | جنیفر لارنس                               | برنده |
| ۲۴ فوریه ۲۰۱۳ | جوایز اسکار | بهترین بازیگر نقش مکمل مرد | رابرت دنیرو                               | نامزد |
| ۲۴ فوریه ۲۰۱۳ | جوایز اسکار | بهترین بازیگر نقش مکمل زن  | جکی ویور                                  | نامزد |
| ۲۴ فوریه ۲۰۱۳ | جوایز اسکار | بهترین کارگردانی           | دیوید او. راسل                            | نامزد |
| ۲۴ فوریه ۲۰۱۳ | جوایز اسکار | بهترین فیلم‌نامه اقتباسی    | دیوید او. راسل                            | نامزد |
| ۲۴ فوریه ۲۰۱۳ | جوایز اسکار | بهترین تدوین               | جی کسیدی و کریسپین استروترز               | نامزد |